# Synonchium depressum
Synonchium depressum är en rundmaskart som beskrevs av Gerlach 1954. Synonchium depressum ingår i släktet Synonchium och familjen Selachinematidae. Inga underarter finns listade i Catalogue of Life.